# Осаму Нагаяма
Осаму Нагаяма (яп. 永山 治, род. 21 апреля 1947 года, по национальности японец) — председатель совета директоров и главный исполнительный директор Chugai Pharmaceutical Co., одной из самых крупных фармацевтических компаний в Японии.
Он также являлся председателем совета директоров «Со́ни» с 2013 по 2019 год.
Осаму получил степень бакалавра в Университете Кейо в 1971 году, где он учился на факультете бизнеса и торговли. Свою профессиональную карьеру он начал в 1971 году в Банке долгосрочных кредитов Японии (Long-Term Credit Bank of Japan). Он присоединился к Chugai_Pharmaceutical_Co.., Ltd., в ноябре 1978 года.
Нагаяма является членом совета директоров Международного центра по пропавшим без вести и эксплуатируемым детям, глобальной некоммерческой организация, которая борется с сексуальной эксплуатацией детей, детской порнографией и похищением детей.